# Boulettes d'Avesnes
De boulette d'Avesnes is een Franse kaas geproduceerd –van origine– in de omgeving van Avesnes-sur-Helpe in de regio Hauts-de-France.
De wortels van de boulette d'Avesnes gaan ver terug. Al in 1760 wordt de kaas genoemd in de geschriften van de abdij van Maroilles. De kaas werd van origine gemaakt uit gekarnde melk. Uit economische noodzaak bewerkten de boeren het vocht dat rest na het karnen en het verwijderen van de boter, om daar nog weer voedingswaarde uit te krijgen. Het was een mager product en uitsluitend bedoeld voor consumptie binnen het gezin zelf.
Tegenwoordig wordt de kaas vrijwel geheel gemaakt uit verse maroilles die afgekeurd is (vanwege vormdefecten en dergelijke). Aan de kaasmassa worden peper, peterselie, dragon en kruidnagel toegevoegd. De kaas wordt nog handmatig gemaakt, krijgt meestal een min of meer piramidale vorm. De kaas kan gelijk vers verkocht worden.

Er kan ook voor gekozen worden om de kaas verder te laten rijpen. Tijdens het rijpingsproces van ongeveer 10 weken wordt de kaas regelmatig gekeerd en gewassen met bier.
Het resultaat is een steenrode, ongewoon sterk geurende kaas, maar de smaak is niet zo sterk als de geur doet vermoeden.